# Bewegung Licht-Leben
Bewegung Licht-Leben, auch bekannt als „Luce e Vita“, ist eine vom Päpstlichen Rat für die Laien als geistliche Gemeinschaft von Laien anerkannte Vereinigung von Gläubigen in der römisch-katholischen Kirche, die sich der Ausbildung und Betreuung von Jugendlichen widmet. Sie wurde 1954 in Polen unter dem Namen Ruch Światło-Źycie (RŚŹ) gegründet, ihr gehören nach eigener Schätzung in Polen 100.000 Mitglieder an. Sie wurde 1973 von Erzbischof  Karol Kardinal Wojtyła, dem späteren Papst Johannes Paul II., der „Unbefleckten Mutter der Kirche“ geweiht.

## Geschichte
Im Jahre 1954 begann der Priester Franciszek Blachnicki (1921–1987) die Bewegung Licht-Leben in der Diözese Kattowitz aufzubauen. Er bediente sich dabei der von ihm eingeleiteten „Werke der Oasen“ in denen Messdiener, Familien, Jugendliche und Erwachsene  „Oasenexerzitien“ besuchten. Zwischen den Jahren 1963–1973 lag der Arbeitsschwerpunkt der Bewegung im Bereich der Jugendbildung. Seit 1970 hat sich der Teilnehmerkreis an Exerzitien und Einkehrtagen auf Studenten, Arbeiter, Priester und Ordensleute erweitert. Am 11. Juni 1973 weihte der damalige Kardinal Karol Wojtyła die Bewegung zu Ehren der „Unbefleckten Mutter der Kirche“, welches die Bewegung als einen konstitutiven Akt betrachtet.

## Selbstverständnis

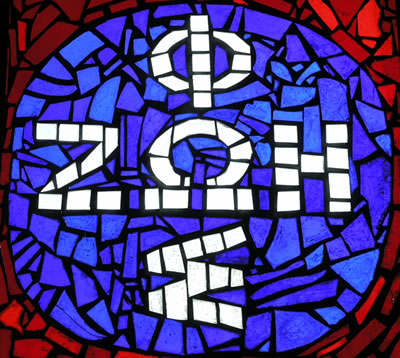
ΦΩΣ – ΖΩΗ („Licht – Leben“)

Die Benennung zur „Bewegung Licht-Leben“ wird vom Aufruf zur Erneuerung aus dem Zweiten Vatikanischen Konzil abgeleitet: „Licht-Leben, Neuer Mensch, Neue Gemeinschaft und Neue Kultur“. 

„Das Ziel und das Programm der Bewegung drücken am kürzesten die griechischen Wörter ‚FΩS‘ (Licht) und ‚ZΩH‘ (Leben) aus, die in Form eines Kreuzes FWS-ZWH eingeschrieben sind und eben die Formel Licht-Leben ausdrücken, welche die Einheit des von Gott gegebenen Lichtes und Leben, d.h. Zeugnis eines christlichen Lebens, bedeutet. Der Urheber dieser Einheit ist – wie wir glauben – der Heilige Geist. Er bewirkt, dass das Licht des Verstandes, das Licht des Gewissens, das Licht des Wortes Gottes, das Licht Christi als persönliches Vorbild und Licht der Kirche in der Formation reifer Christen einen neuen Menschen in der Gemeinschaft der Kirche gebärt“

 Das Logo der Bewegung Licht-Leben ist ein Kreuz; auf dem vertikalen Balken steht die Inschrift ΦΩΣ, d. h. „Licht“, auf dem horizontalen Balken steht die Inschrift ΖΩΗ, d. h. „Leben“.

## Organisation und Verbreitung
Es gibt keine eingeschriebenen Mitglieder, wer Mitglied der Bewegung werden möchte entscheidet sich aus seinem eigenen Verantwortungsbewusstsein. Aktive Mitglieder werden in, nach Interessensbereich, Aufgaben-  oder Tätigkeitsbereich, „Diakonien der Bewegung Licht-Leben“ eingegliedert. In diesen Diakonien werden auf allen kirchlichen Ebenen (Pfarrgemeinde, Dekanat oder Diözese) pastorale Aufgaben, bildungsrelevante und biblische Arbeiten übernommen. Die Mitglieder treffen sich in örtlichen Gruppen und sind regelmäßig einer Pfarrgemeinde angeschlossen. Leiter der örtlichen und überörtlichen Diakonien sind „ Moderatoren“, die Leiter der mittleren und oberen Führungsebene sind die „Generalmoderatoren“. Die Moderatoren treffen jährlich zur „Nationalen Beratung“ zusammen.
Weitere Bewegungen Licht-Leben existieren in der Slowakei, Tschechien, in Russland, der Ukraine, in Belarus und Bolivien. In Deutschland, Litauen, Österreich, Kanada und Australien haben sich polnische Katholiken zu Bewegungen Licht-Leben zusammengeschlossen. Unter zentraler Leitung der Bewegung Licht-Leben stehen die „Kampagne zur Befreiung des Menschen“ (Betreuung von Alkoholkranken), die „Diakonie der Befreiung“ (Evangelisierung) und die „Diakonie des Lebens“ („Schutz des ungeborenen Lebens“, d. h. Ablehnung von Empfängnisverhütung, In-vitro-Fertilisation und Schwangerschaftsabbruch). Das Zentrum Bewegung Licht-Leben ist in Krościenko nad Dunajcem (Polen) beheimatet. Die Bewegung veröffentlicht die Schriften „OAZA“ (alle zwei Monate) und alle drei Monate die Eleuteria e Domowy Kościół.